# Paṭṭhāna
 (novembre 2023).
Si vous disposez d'ouvrages ou d'articles de référence ou si vous connaissez des sites web de qualité traitant du thème abordé ici, merci de compléter l'article en donnant les références utiles à sa vérifiabilité et en les liant à la section « Notes et références ».

Le Paṭṭhāna, ou Paṭṭhānapakaraṇa (« Livre des mises en jeu » en pāli), est un grand ouvrage bouddhique faisant l'analyse de tous les phénomènes matériels et mentaux. 
Ce traité, le septième et dernier livre de l'Abhidhamma Pitaka du canon pāli, est parfois considéré comme le plus élaboré d'entre eux.
En effet, le Paṭṭhāna répertorie l'ensemble des agrégats ; il propose d'énumérer chaque relation, chaque condition au sein de la coproduction conditionnée.

## Traductions anglaises
- (en) U Nārada (trad.), Conditional Relations, Pali Text Society Translations Series, no 37, Londres, 1969.
- (en) Patthana Dhamma, E-book by Htoo Naing, 2005.
- (en) Canonical text of Patthana both in English and Pali, guides, lectures, and other materials, sur www.patthana.net.